# Кладиенко, Юрий Даниилович
Юрий Даниилович Кладиенко (21 января 1935, Москва, РСФСР, СССР — 3 февраля 2000, там же, Россия) — советский и российский художник кино, киноактёр. Народный художник Российской Федерации (1998).

## Биография
Родился в 1935 году.
В 1964 году окончил художественный факультет ВГИКа. С 1964 года — художник-постановщик киностудии «Мосфильм».
Похоронен в Москве на Троекуровском кладбище, участок 4 .

## Фильмография

### Художник
- 1961 — Маленькие истории о детях, которые... (совместно с Р. Мурадяном)
- 1963 — Непридуманная история
- 1965 — Мы, русский народ (совместно с Н. Усачевым)
- 1966 — По тонкому льду
- 1967 — Анна Каренина (совместно с А. Борисовым)
- 1969 — Чайковский (совместно с А. Борисовым)
- 1970 — Кремлёвские куранты
- 1972 — Укрощение огня
- 1973 — Жизнь на грешной земле
- 1974 — Москва, любовь моя
- 1976 — Повесть о человеческом сердце
- 1974—1977 — Хождение по мукам
- 1980 — Антарктическая повесть
- 1981 — Через Гоби и Хинган (совместно с О. Мягмаром)
- 1983 — Рецепт её молодости
- 1983 — И жизнь, и слёзы, и любовь
- 1985 — Пришла и говорю
- 1986 — Зонтик для новобрачных
- 1986 — Перехват
- 1988 — Запретная зона
- 1989 — Комедия о Лисистрате
- 1992 — Бесы
- 1994 — Хаги-Траггер
- 1995 — Орёл и решка

### Актёрские работы
- 1962 — Путь к причалу — эпизод
- 1995 — Орёл и решка— эпизод

## Награды и звания
- Народный художник Российской Федерации (31 августа 1998 года) — за большие заслуги в области искусства[2].
- Заслуженный художник РСФСР (25 февраля 1980 года) — за заслуги в области советского киноискусства[3].